# Bennie Swain
Bennie Swain foi um jogador de basquete norte-americano que foi campeão da Temporada da NBA de 1958-59 jogando pelo Boston Celtics.